# Corymica nea
Corymica nea là một loài bướm đêm trong họ Geometridae.